# Sounds of a Playground Fading
Sounds of Playground Fading es el décimo álbum de estudio de In Flames, el cual fue lanzado el 15 de junio de 2011. Es el primero sin contar con el guitarrista fundador Jesper Strömblad, quien dejó la banda en febrero de 2010, haciendo de este álbum el primero donde solo hay un guitarrista. La canción "Deliver Us" fue incluida en la banda sonora del videojuego Saints Row IV. El álbum fue relanzado en el año 2014 2014, con cinco temas adicionales.

## Trasfondo
De acuerdo con Anders, este álbum incluyó un incremento en el rango vocal por su parte, reduciendo considerablemente los guturales.
El álbum estuvo escrito enteramente por Björn Gelotte. Los solos de guitarra fueron mejor planificados y logrados a diferencia de sus álbumes previos, según los reportes realizados en el estudio.

## Lanzamiento y promoción
La banda reveló el arte de la portada, la lista de canciones y el primer sencillo "Deliver Us" en su página oficial de Facebook en abril y mayo de 2011. Poco después, el 3 de junio, aol.com transmitió el álbum entero en su plataforma musical. In Flames tocó las canciones del álbum en su gira por Europa con Noctiferia como banda de apoyo, siendo ambos parte del "Defenders of the Faith III" tour, al lado de bandas como with bands Trivium, Rise to Remain, Ghost e Insense, and with Trivium in their North American Tour.

## Recepción
Sounds of a Playground Fading recibió, por lo general, críticas positivas. Metacritic dio al álbum una puntuación de 68 sobre 100 basado en 6 críticas profesionales.  Debutó en el puesto 27 de los Billboard 200; en el puesto 2 de las listas Top Hard Rock, en el número 7 de Top Rock y en el número 5 de las listas Top Independent. Debutó en el número 1 de Media Control German Albums y en el número 12 de los Billboard Canadian Albums.

## Lista de canciones
| N.º | Título                          | Duración |  |
| 1.  | «Sounds of a Playground Fading» | 4:44     |  |
| 2.  | «Deliver Us»                    | 3:31     |  |
| 3.  | «All for Me»                    | 4:31     |  |
| 4.  | «The Puzzle»                    | 4:34     |  |
| 5.  | «Fear is the Weakness»          | 4:07     |  |
| 6.  | «Where the Dead Ships Dwell»    | 4:27     |  |
| 7.  | «The Attic»                     | 3:18     |  |
| 8.  | «Darker Times»                  | 3:25     |  |
| 9.  | «Ropes»                         | 3:42     |  |
| 10. | «Enter Tragedy»                 | 3:59     |  |
| 11. | «Jester’s Door»                 | 2:38     |  |
| 12. | «A New Dawn»                    | 5:52     |  |
| 13. | «Liberation»                    | 5:10     |  |

## Créditos

### In Flames
- Anders Fridén – Vocalista
- Björn Gelotte – Guitarra
- Peter Iwers – Bajo
- Daniel Svensson – Batería, percusión

### Producción
- Anders Björler – Filmación, edición y dirección (In The Studio/Studio Report)
- Johannes Bergion - Chelo (en "A New Dawn")
- Roberto Laghi - Productor
- Örjan Örnkloo - Teclados y Samples